# Viktor Belash
Viktor Fedorovitch Belash (ukrainien : Віктор Федорович Білаш, russe : Виктор Фёдорович Белаш ; 1893 - 24 janvier 1938) est le chef d'état-major de l'Armée révolutionnaire insurrectionnelle ukrainienne fondé par Nestor Makhno. Il était d'origine ukrainienne.
Son fils, Aleksandr, un vétéran de la Seconde Guerre mondiale, a pu retrouver une partie des trois manuscrits écrits par son père intitulés Makhnovtchina, et réunir d'autres documents jusque-là dispersés : « pièces officielles, ordres opérationnelles de combat, document du parti, rapports, journaux, télégrammes, retranscriptions de conversations téléphoniques, […] mémoire des meneurs politiques directement impliqués dans les événements, etc. ». En 1993, il publie l'ensemble dans un ouvrage en langue russe intitulé Дороги Нестора Махно, le livre est traduit en français et publié, en 2022, sous le titre Les routes de Nestor Makhno,.